# Joaquín Villalobos
Joaquín Villalobos, également connu sous le nom de guerre de Comandante Atilio, né en 1951 à San Salvador, est une personnalité politique salvadorienne fondateur de l'Armée révolutionnaire du peuple (ERP), l'une des cinq factions composant le Front Farabundo Martí de libération nationale (FMLN). Il est l'instigateur du meurtre de l’écrivain Roque Dalton.
Il fait partie des signataires des accords de paix de 1992 qui mirent fin à la guerre civile du Salvador.
Après la démobilisation de la guérilla, il impose un virage social-démocrate à l'ERP et exclut 40 % des militants, qui étaient en désaccord avec ce tournant.
En 1995, il participe à la création du Partido Demócrata, se voulant centriste. Le parti se dirigera par la suite vers la droite.
Après l'échec de ses ambitions politiques (le Parti démocrate ne s'étant pas constitué un électorat significatif), il émigre fin 1999 pour le Royaume-Uni afin d’étudier à l'université d'Oxford.
Reniant son passé révolutionnaire, il devient conseiller auprès du gouvernement mexicain dans la répression de la rébellion zapatiste au Chiapas. 
Il publie dans le journal espagnol El País des articles hostiles aux gauches latino-américaines.